# Ouratea paraguayensis
Ouratea paraguayensis är en tvåhjärtbladig växtart som beskrevs av Emil Hassler, Claude Henri Léon Sastre och Offroy. Ouratea paraguayensis ingår i släktet Ouratea och familjen Ochnaceae. Utöver nominatformen finns också underarten O. p. boliviensis.